# 覆面算
覆面算是用英文字母（亦可以是方塊字或符號）來取代0至9的數字，要求玩者找回那些字母代表的數字的趣題形式。
经典的例子发表于1924年7月的《Strand杂志》，作者为亨利·杜德耐：
{\displaystyle {\begin{matrix}&&{\text{S}}&{\text{E}}&{\text{N}}&{\text{D}}\\+&&{\text{M}}&{\text{O}}&{\text{R}}&{\text{E}}\\\hline =&{\text{M}}&{\text{O}}&{\text{N}}&{\text{E}}&{\text{Y}}\\\end{matrix}}}
这个迷题的解是{\displaystyle O=0,M=1,Y=2,E=5,N=6,D=7,R=8,S=9}。

## 種類
- 數詞覆面算（雙重正確式）
即是一條用英文詞彙來看是正確的式子，同時是覆面算的題目。例如{\displaystyle FORTY+TEN+TEN=SIXTY}。
- 倍數、數詞覆面算（三重正確式）
即是一條用英文詞彙來看是正確的式子，而且數詞英文單字代表的數是它的倍數，同時是覆面算的題目。例如E、F、I、N、O、S、T、V、W、X代表0~9不同數字，滿足TWO是2的倍數，FIVE是5的倍數，SIX是6的倍數，NINE是9的倍數，且{\displaystyle FIVE+TWO+TWO=NINE}，求SEVEN代表哪個數字。
- 有意思的字組成的覆面算
代替數字的字可以組成有意思的文字。例如亨利·杜德耐在1924年發表的經典題目“{\displaystyle SEND+MORE=MONEY}”就是一例。
- 字母順序的覆面算（Word Arithmetic）
最常見的類型。按英文字母順序ABC...來取代數式中的數字。例如“{\displaystyle ABCDE\times 4=EDCBA}”。
- 幾何模樣覆面算
將文字排成直式

{\displaystyle {\begin{matrix}&&&{\text{A}}&{\text{B}}&{\text{A}}\\\times &&&{\text{A}}&{\text{B}}&{\text{A}}\\\hline &&&{\text{C}}&{\text{A}}&{\text{C}}\\&&{\text{A}}&{\text{B}}&{\text{A}}&\\+&{\text{C}}&{\text{A}}&{\text{C}}&&\\\hline =&{\text{C}}&{\text{C}}&{\text{D}}&{\text{C}}&{\text{C}}\\\end{matrix}}}

## 尋找答案
模算法和去九法都可以幫助解決覆面算。
在計算機科學，覆面算是算法設計中的回溯法的好例子。
以下是TO+GO=OUT的解題步驟（來源不明）：
{\displaystyle {\begin{matrix}&&{\text{T}}&{\text{O}}\\+&&{\text{G}}&{\text{O}}\\\hline =&{\text{O}}&{\text{U}}&{\text{T}}\\\end{matrix}}}
1. 兩個最大二位數的和是 99+99=198，所以 O=1 和第三列有進位。
2. 因為第一列在所有其它列的右面，所以它不可能有進位。因此得出 1+1=T， T=2.
3. 因為在上一步已經計算了第一列，所以第二列沒有進位是已知的。但是，由第一步中第三列有進位也是已知的，所以2+G≥10。如果G等於9, U=1 但是O也等於1。那是不可能的。所以只有 G=8是可能的。在2+8=10+U中，U=0。

## 例題答案
- {\displaystyle FORTY+TEN+TEN=SIXTY}：{\displaystyle 29786+850+850=31486}
- {\displaystyle SEND+MORE=MONEY}：{\displaystyle 9567+1085=10652}
- {\displaystyle ABA\times ABA=CCDCC}：{\displaystyle 212\times 212=44944}
- {\displaystyle ABCDE\times 4=EDCBA}：{\displaystyle 21978\times 4=87912}
- {\displaystyle FIVE+TWO+TWO=NINE}：{\displaystyle 1985+470+470=2925} {\displaystyle (S=3,X=6,SEVEN=35852)}

## 引用
1. ↑  H. E. Dudeney, in Strand Magazine vol. 68 (July 1924), pp. 97 and 214.

## 外部連結
- Edumath Vol.3: 歷久常新的智力遊戲—算式謎題，龍德義
- Computer-Generated Alphametics by Shalosh B. Ekhad （页面存档备份，存于）